# 伝説のお母さん
『伝説のお母さん』（でんせつのおかあさん）は、かねもとによる日本の漫画。2017年4月から2018年4月に作者の公式ブログ「いっぱいかあさん」にて連載されKADOKAWAより書籍化された。全1巻。
2019年11月から2020年2月まで、KADOKAWA運営の書籍・コミックレビューサイト『ダ・ヴィンチニュース』にて続編となる『伝説のおかあさん つづきから』（でんせつのおかあさん つづきから）が連載されていた。
NHK総合テレビ「よるドラ」枠の第5弾として実写ドラマ化され、2020年2月から放送されている。
ファンタジー世界を舞台にしつつも、現実の（作品発表時点の）日本における子育てに関する社会問題を風刺した内容が特徴である。

## あらすじ
その昔、勇者とともに魔王を封印した伝説の魔法使いがいた。平和を取り戻した世界では、待機児童を抱えるお母さんとなっていた。魔王が復活した今、彼女は魔王討伐の戦いへ向かうため、保活を始め、夫に家事育児を教え、定時上がりで戦いに参加する。

## 登場人物
括弧内の名前は、ドラマ化の際のもの。
伝説の魔法使い【メイ】
「伝説の勇者ご一行」の一人。専業主婦でワンオペ育児を行っている。産後太りにより、かつての体型とはかけ離れている。
伝説のシーフ【ベラ】
「伝説の勇者ご一行」の一人。
伝説の挙闘士
「伝説の勇者ご一行」の一人。
伝説の神官
「伝説の勇者ご一行」の一人。最初の魔王討伐後にセミナーや講演会での収入で生活している。兄は将軍として国王に仕えている。
伝説の勇者【マサムネ】
「伝説の勇者ご一行」の一人。商会勤務で2児の父。後に、魔王側に寝返る。
魔法使いの娘【さつき】
魔法使いの夫【モブ】
国王による圧力によって仕事をクビになり無職になるが、育児・家事を一切手伝わない。
吟遊詩人
伝説のシーフの夫
国王
士官【カトウ】
国王に仕える士官。伝説の勇者と国王の仲介・伝達役として、魔法使いの説得などを行っている。
将軍
国王に仕える将軍。伝説の神官の兄。
魔王
物語が始まる数年前に封印された。
魔王の側近

## 書誌情報
- かねもと『伝説のお母さん』KADOKAWA、全1巻
  1. 2018年7月13日刊行 ISBN 978-4-04-069974-5

## テレビドラマ
NHK総合「よるドラ」枠で2020年2月1日から3月21日まで放送されていた。全8回。主演を務める前田敦子の第一子出産後のドラマ復帰作。

### キャスト

#### 伝説のパーティ
メイ
演 - 前田敦子
魔王を封印した、伝説の魔法使い。国立魔法大学魔法学部卒業。「子育てはお母さんの仕事」と思っている。実母は遠くに住んでおり、モブには育児の協力を求められずにいる。
ベラ
演 - MEGUMI
伝説のシーフ（盗賊）。バツ1子持ち。サバサバした性格で、言いたいことはズバズバ言う。
ポコ
演 - 片山友希
伝説の戦士。芯の強さがある。
クウカイ
演 - 前原瑞樹
伝説のパーティに新加入した僧侶。調子のいいところがあり、ベラから苦情を言われている。当初「子育ては女性の仕事」と発言し、パーティーの女性陣を怒らせた。
マサムネ
演 - 大東駿介
伝説の勇者。パーティーのリーダー。リーダーらしいことを言うが、内容は薄い。目立ちたがりであり、急に歌い出す。私立ブレイブ大学勇者学部卒業。モブとは同期。既婚でイクメンを自称しているが、勤務先の風当たりは強いらしい。

#### 人間界
モブ
演 - 玉置玲央
メイの夫。私立ブレイブ大学勇者学部卒業でマサムネの同期。ゲームとゴロ寝が大好き。育児に関しては、離乳食は作れず、おむつが替えられない。
さつき
演 - 岡部明花俐、岡部光花俐（2人1役）
メイとモブの娘。愛称は「さっちゃん」。
バーのマスター
演 - 中村まこと
メルル
演 - 林田岬優（第4話〜）
メイの魔法大学時代の3年後輩でカトウの同期の魔法使い。
国王に仕える大臣
演 - 大竹直、中藤奨、高橋義和
カトウ
演 - 井之脇海
国王に仕える士官。メイに憧れて同じ大学に入学した。メルルの同期。
国王
演 - 大倉孝二
その場のノリでの発言が多い。国民よりも自分を優先しがち。士官の口答えに厳しい。

#### 魔界
リツ
演 - 松岡恵望子
マサムネの妻。魔界にマイホームを持っている。
魔王の側近
演 - 村上新悟
復活を遂げた魔王が人間界の育児・家事事情を理解するための教材VTR（制作・著作:MHK）を制作している。魔王に説明する声が非常にいい。
魔王
演 - 大地真央
一度はメイたちに封印されたが復活を果たした。側近が制作した教材VTRで人間界の現状を把握しており、「人間は複雑怪奇」と思っている。飲み込みは早いほうで側近からも褒められている。さまざまな奇策を実行し、結果、魔界が住みよい場所になっている。
魔界のお兄さん
演 - 小林よしひさ
魔界のお姉さん
演 - 上原りさ
側近が制作した教材VTRに登場。劇中では、「ショーシカ」・「マミートラック」・「大黒柱」（再生されず）について説明。

#### ゲスト
第1話
メイの母
演 - 梅沢昌代
メイと離れて暮らしている。
料理番組の出演者
演 - 孫成順、吉田桃華
ピアンカ
演 - 島田桃依
子育て担当課の職員。

第2話
アベユージ
演 - 阿部祐二（第5話）
テレビリポーター。

第3話
ベル
演 - 林田悠作
ベラの息子。家事や料理を完璧にこなす。タメ口で話す。メイを「おばちゃん」と呼んだ。

第4話
タカギ
演 - 杉浦太陽
勇者派遣会社「スクエニー」所属の派遣勇者。マサムネの代理でパーティに一時的に加入した。保育士、歯科衛生士、インテリアコーディネーターの資格を所持。
アキラ
演 - 大塚明夫
クウカイの父。
アツコ
演 - 仙道敦子
クウカイの母。非常にノリが良い。

第5話
レフリー
演 - お宮の松（第6話）
「魔王討伐パーティー選抜トーナメント」のレフリー。
ブレイブ・ドリーマー
演 - 藤森慎吾（オリエンタルラジオ、写真のみの出演）
「魔王討伐パーティー選抜トーナメント」にエントリーした戦士。
修行の講師
演 - 益山貴司

第6話
ダンサー
演 - 池田美千瑠
ヨシムネ
演 - 勝浦渚
マサムネとリツの子ども。

最終話
クミコ
演 - 安澤千草
カトウの母。

### スタッフ
- 原作 - かねもと『伝説のお母さん』
- 脚本 - 玉田真也、大池容子
- 予告編ナレーション - ましゅるむ[10]
- CG制作 - 大月壮
- 劇中SNS制作 - 志村環、松田美喜子
- グラフィック制作 - 勝木めぐみ
- 美術 - 小谷内理華、佐久間ゆかり
- 美術進行 - 浅沼道之、高橋尚孝、荘埜裕介、佐藤浩、金平裕之、椎名俊明
- 美術統括 - 小澤直行
- 装飾 - 松本吉正、落合生嗣
- 資料提供 - だっことおんぶの研究所
- 抱き方指導 - 中垣佳代子
- メイク - 馬場五大、岡本侑子
- ヘアメイク - 石月裕子、猪狩友介
- 衣裳制作 - 森まき
- スタイリスト - 髙山エリ
- 編集 - 岡崎正亮
- 記録 - 村上律子
- TD - 高口英史、酒井俊史
- 撮影 - 大石理沙、石橋正和、山口卓夫、高橋秀幸、岩崎巧
- 照明 - 阿刀田琢、関康明、山本大貴、鈴木勇人、菅原陽一郎、嶋岡万美子
- 音声 - 奥山操、佐藤生康、天利浩和、水野友晴、榎田大道
- 映像技術 - 岡本卓、山下輝良
- 音楽 - 宮崎誠
- 音響統括 - 吉田直矢
- 音響効果 - 佐藤あい、千本木真純
- プロデューサー - 上田明子
- 制作統括 - 松川博敬、篠原圭、岡本伸三
- 演出 - 村橋直樹、佃尚能、二見大輔、田中健二
- 制作・著作 - NHK

### 放送日程
| 放送回 | 放送日   | サブタイトル                   | 脚本     | 演出     | 制作統括 |
| ------ | -------- | ------------------------------ | -------- | -------- | -------- |
| 第1回  | 02月01日 | ほいくしょがあいていない!      | 玉田真也 | 村橋直樹 | 篠原圭   |
| 第2回  | 02月08日 | こづれでいこうぜ               | 玉田真也 | 村橋直樹 | 松川博敬 |
| 第3回  | 02月15日 | 働"け"ざる者たち               | 玉田真也 | 村橋直樹 | 篠原圭   |
| 第4回  | 02月22日 | ただの結婚ではないようだ       | 大池容子 | 二見大輔 | 松川博敬 |
| 第5回  | 02月29日 | そして決断へ…                  | 大池容子 | 二見大輔 | 篠原圭   |
| 第6回  | 03月07日 | 眠れる勇者と導きの魔王         | 玉田真也 | 佃尚能   | 松川博敬 |
| 第7回  | 03月14日 | メイとモブと魔王の呪われし会議 | 大池容子 | 田中健二 | 篠原圭   |
| 最終回 | 03月21日 | ろーど しますか?               | 玉田真也 | 村橋直樹 | 松川博敬 |

| NHK総合 よるドラ                                          | NHK総合 よるドラ                         | NHK総合 よるドラ                            |
| 前番組                                                    | 番組名                                   | 次番組                                      |
| --------------------------------------------------------- | ---------------------------------------- | ------------------------------------------- |
| 決してマネしないでください。 （2019年10月26日 - 12月14日) | 伝説のお母さん （2020年2月1日 - 3月21日) | いいね!光源氏くん （2020年4月4日 - 5月23日) |